# Пушко Олександр Олександрович
Олекса́ндр Олекса́ндрович Пушко́ (нар. 26 жовтня 1992, м. Зіньків, Полтавська область) — український письменник, лікар-невролог. Член Національної спілки письменників України (з 2014).

## Життєпис
Закінчив медичний факультет Української медичної стоматологічної академії з відзнакою (2016), інтернатуру з фаху «Неврологія» (2018). Аспірант кафедри нервових хвороб з нейрохірургією та медичною генетикою УМСА (з 2018).
Лікар-невролог Полтавської обласної клінічної лікарні ім. М. В. Скліфосовського (з 2018).
Член НСПУ (з 2014), НСЖУ (з 2015), Правління Полтавської обласної організації НСПУ (з 2015), редколегії письменницького журналу «Полтавська криниця» (з 2018).
Живе в Полтаві.

## Творчість, відзнаки
Автор книги поезій «Завтра» (2012), низки публікацій у виданнях: «Рідний край» (Полтава), «Київ» (Київ), «Перевал» (Івано-Франківськ), «Соборність» (Держава Ізраїль), «Літературна Україна», «Зоря Полтавщини», «Молодь України», «Українське слово», ін.
Лауреат Полтавської обласної премії ім. Панаса Мирного (2013), літературно-мистецької премії ім. братів Тютюнників (2013), Міжнародної премії ім. Олеся Гончара (2014), Міжнародної літературної премії ім. Івана Кошелівця (Ізраїль, 2014).